# Lucili Llong
Lucili Llong (en llatí Lucilius Longus) va ser un senador romà, íntim amic de l'emperador Tiberi, i l'únic senador entre els que van acompanyar a Tiberi al seu virtual exili de  Rodes, quan el seu padrastre August l'obligà a retirar-se de la cort.
Llong va morir l'any 23 i Tiberi el va honorar amb un funeral amb rang de censor (que no li pertocava), i altres distincions.